# Ferrières (Oise)
Pour les articles homonymes, voir Ferrières.
Ferrières est une commune française située dans le département de l'Oise en région Hauts-de-France.

## Géographie

### Communes limitrophes
|                    | Royaucourt         |              |
| Welles-Pérennes    | Ferrières          | Dompierre    |
| Crèvecœur-le-Petit | Maignelay-Montigny | Godenvillers |

### Hydrographie
La commune est située dans le bassin Artois-Picardie. Elle n'est drainée par aucun cours d'eau.

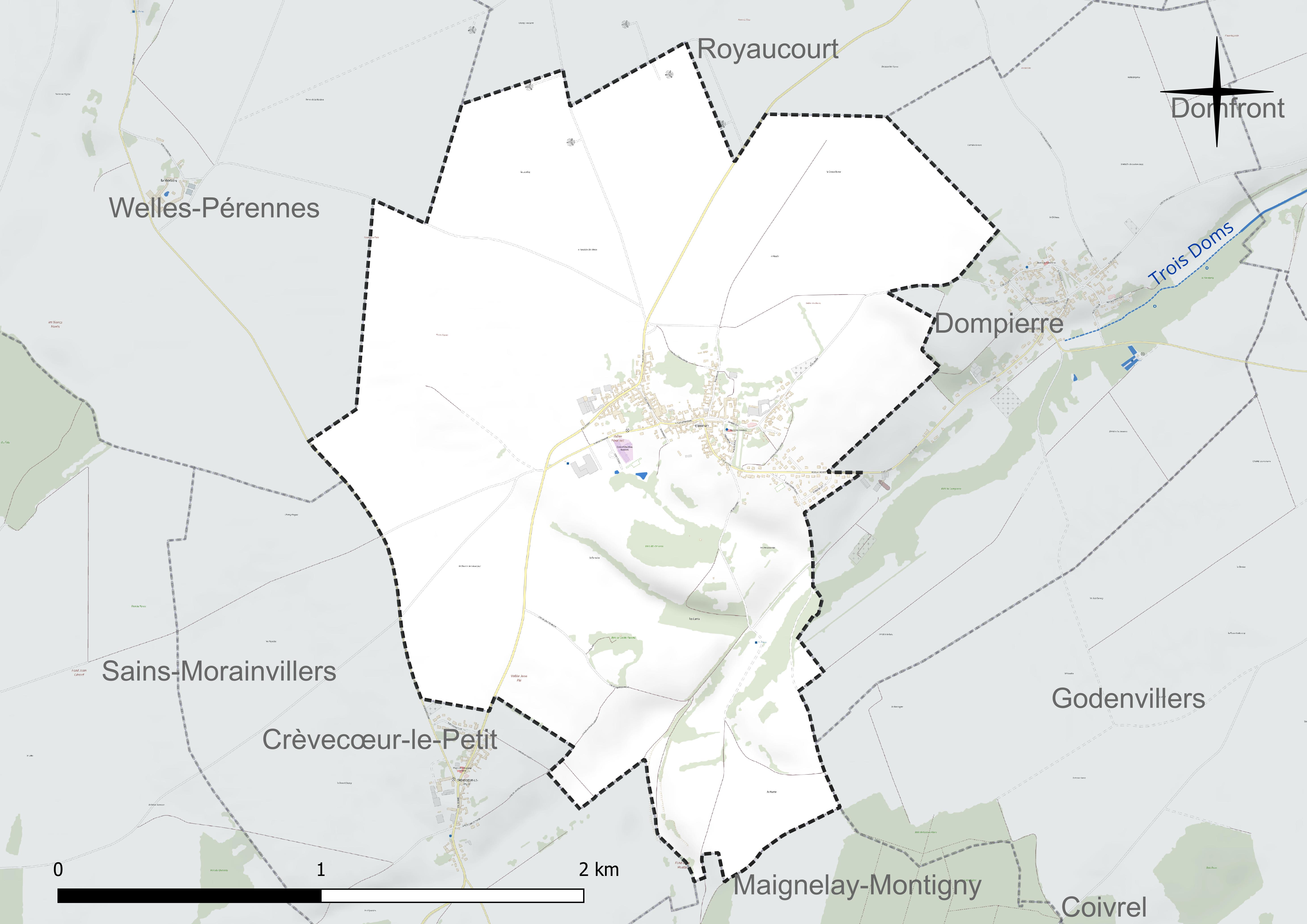
Réseau hydrographique de Ferrières.

### Climat
Pour des articles plus généraux, voir Climat des Hauts-de-France et Climat de l'Oise.
En 2010, le climat de la commune est de type climat océanique dégradé des plaines du Centre et du Nord, selon une étude du CNRS s'appuyant sur une série de données couvrant la période 1971-2000. En 2020, Météo-France publie une typologie des climats de la France métropolitaine dans laquelle la commune est exposée à un climat océanique et est dans la région climatique  Nord-est du bassin Parisien, caractérisée par un ensoleillement médiocre, une pluviométrie moyenne régulièrement répartie au cours de l'année et un hiver froid (3 °C). 
Pour la période 1971-2000, la température annuelle moyenne est de 10,4 °C, avec une amplitude thermique annuelle de 14,6 °C. Le cumul annuel moyen de précipitations est de 679 mm, avec 11,1 jours de précipitations en janvier et 8 jours en juillet. Pour la période 1991-2020, la température moyenne annuelle observée sur la station météorologique la plus proche, située sur la commune de Godenvillers à 3 km à vol d'oiseau, est de 11,1 °C et le cumul annuel moyen de précipitations est de 701,9 mm,. Pour l'avenir, les paramètres climatiques de la commune estimés pour 2050 selon différents scénarios d'émission de gaz à effet de serre sont consultables sur un site dédié publié par Météo-France en novembre 2022.
| Mois                                  | jan.             | fév.             | mars           | avril         | mai           | juin            | jui.           | août          | sep.          | oct.        | nov.            | déc.           | année      |
| ------------------------------------- | ---------------- | ---------------- | -------------- | ------------- | ------------- | --------------- | -------------- | ------------- | ------------- | ----------- | --------------- | -------------- | ---------- |
| Température minimale moyenne (°C)     | 1,1              | 1                | 2,6            | 4,3           | 7,7           | 10,6            | 12,5           | 12,4          | 9,8           | 7,3         | 4               | 1,7            | 6,3        |
| Température moyenne (°C)              | 3,9              | 4,5              | 7,4            | 10,2          | 13,7          | 16,8            | 19             | 18,9          | 15,6          | 11,7        | 7,3             | 4,4            | 11,1       |
| Température maximale moyenne (°C)     | 6,6              | 8                | 12,2           | 16,2          | 19,8          | 22,9            | 25,4           | 25,5          | 21,5          | 16,1        | 10,5            | 7              | 16         |
| Record de froid (°C) date du record   | −21,5 17.01.1985 | −13,1 18.02.1969 | −11 08.03.1971 | −4,5 07.04.13 | −2 03.05.1967 | −0,5 01.06.1975 | 3,3 05.07.1964 | 2 28.08.1974  | −2 25.09.1972 | −5 29.10.03 | −9,5 23.11.1998 | −15 31.12.1970 | −21,5 1985 |
| Record de chaleur (°C) date du record | 15,1 09.01.15    | 19,9 27.02.19    | 26,5 31.03.21  | 29 20.04.18   | 32 28.05.17   | 37,6 27.06.11   | 43 25.07.19    | 40,4 06.08.03 | 36,5 15.09.20 | 30 01.10.11 | 21,4 01.11.14   | 16,5 17.12.15  | 43 2019    |
| Précipitations (mm)                   | 59               | 49,5             | 49,3           | 45,9          | 61,3          | 59,9            | 60,5           | 64            | 50,2          | 63,2        | 60,4            | 78,7           | 701,9      |

## Urbanisme

### Typologie
Au 1er janvier 2024, Ferrières est catégorisée commune rurale à habitat dispersé, selon la nouvelle grille communale de densité à sept niveaux définie par l'Insee en 2022.
Elle est située hors unité urbaine et hors attraction des villes,.

### Occupation des sols
L'occupation des sols de la commune, telle qu'elle ressort de la base de données européenne d'occupation biophysique des sols Corine Land Cover (CLC), est marquée par l'importance des territoires agricoles (90,5 % en 2018), une proportion sensiblement équivalente à celle de 1990 (90,6 %). La répartition détaillée en 2018 est la suivante : 
terres arables (81,2 %), zones urbanisées (9,5 %), zones agricoles hétérogènes (9,3 %). L'évolution de l'occupation des sols de la commune et de ses infrastructures peut être observée sur les différentes représentations cartographiques du territoire : la carte de Cassini (XVIIIe siècle), la carte d'état-major (1820-1866) et les cartes ou photos aériennes de l'IGN pour la période actuelle (1950 à aujourd'hui).

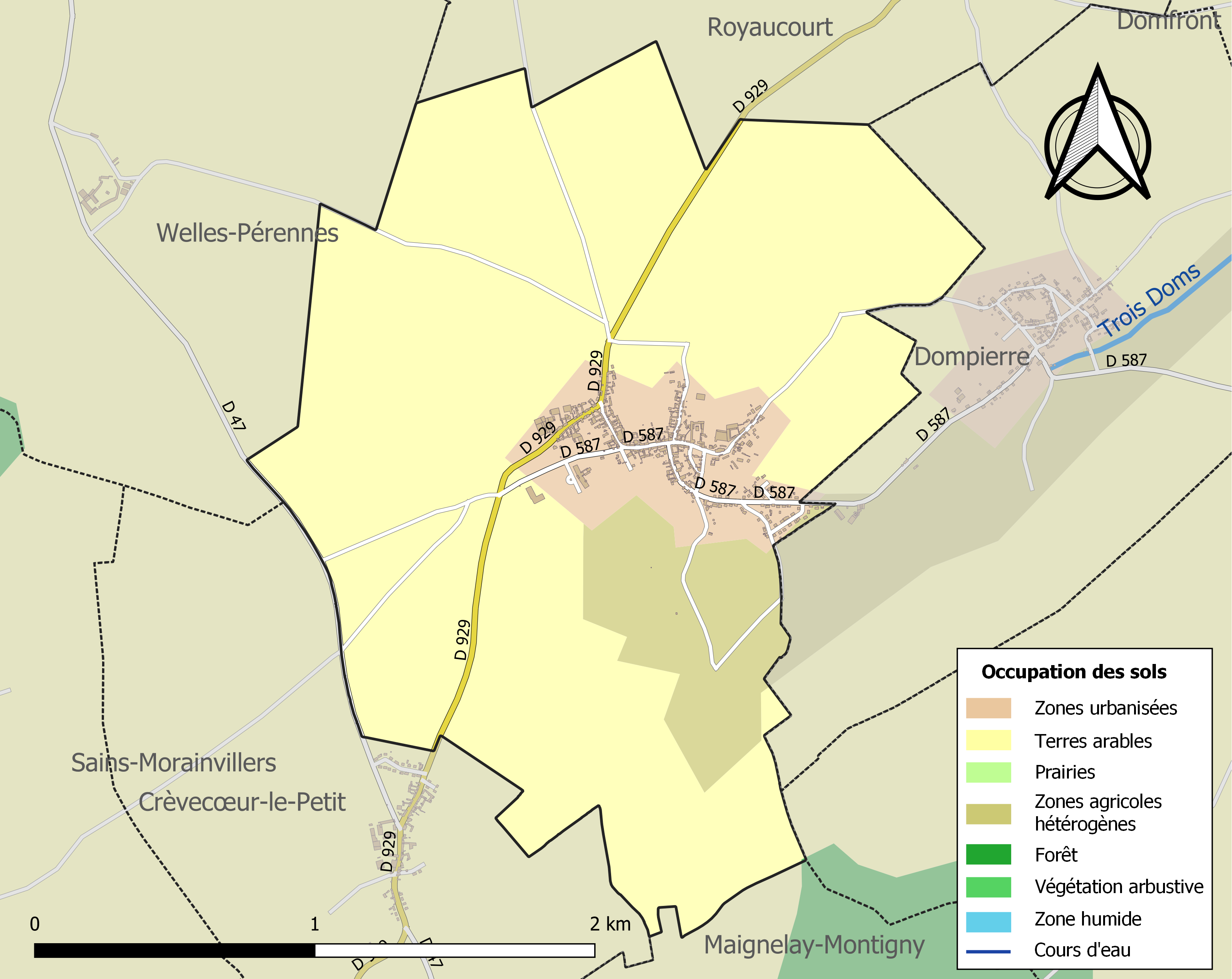
Carte des infrastructures et de l'occupation des sols de la commune en 2018 (CLC).

### Habitat et logement
En 2019, le nombre total de logements dans la commune était de 205, alors qu'il était de 200 en 2014 et de 197 en 2009.
Parmi ces logements, 87,1 % étaient des résidences principales, 3 % des résidences secondaires et 9,9 % des logements vacants. Ces logements étaient pour 96,9 % d'entre eux des maisons individuelles et pour 3,1 % des appartements.
Le tableau ci-dessous présente la typologie des logements à Ferrières en 2019 en comparaison avec celle de l'Oise et de la France entière. Une caractéristique marquante du parc de logements est ainsi une proportion de résidences secondaires et logements occasionnels (3 %) supérieure à celle du département (2,4 %) et à celle de la France entière (9,7 %). Concernant le statut d'occupation de ces logements, 78,2 % des habitants de la commune sont propriétaires de leur logement (74,7 % en 2014), contre 61,4 % pour l'Oise et 57,5 pour la France entière.
| Typologie                                               | Ferrières | Oise | France entière |
| ------------------------------------------------------- | --------- | ---- | -------------- |
| Résidences principales (en %)                           | 87,1      | 90,4 | 82,1           |
| Résidences secondaires et logements occasionnels (en %) | 3         | 2,4  | 9,7            |
| Logements vacants (en %)                                | 9,9       | 7,1  | 8,2            |

### Voies de communication et transports
La commune est desservie, en 2023, par les lignes 684, 6304 et 6309 du réseau interurbain de l'Oise.

## Toponymie
Le nom de la localité est attesté sous les formes Ferrariae (1140) ; Ferrerrioe (1140) ; apud Ferrarias (1178) ; Fereres (1195) ; Ferrieres (1208) ; Ferieres (1232) ; Feriers (1469) ; Ferrières (1667).

De l'oil ferriere, « Installation pour extraire, fondre et forger le fer ». Dérivé de fer, avec le suffixe -ière.

## Histoire

### Antiquité
Des groupements d'habitations existent à Ferrières lors de la conquête des Gaules par Jules César, tout comme à Alges, à Gournay-en-Bray, à Saint-Clair-sur-Epte, à Dampierre-en-Bray, à Elbeuf-en-Bray, à Avesnes-en-Bray, à Neuf-Marché[réf. nécessaire].

### Époque contemporaine
Crèvecœur-le-Petit est fugacement réunie à Ferrières entre 1827 et 1832.

## Politique et administration

### Liste des maires
| Période                                  | Période                   | Identité         | Étiquette | Qualité                                                   |
| ---------------------------------------- | ------------------------- | ---------------- | --------- | --------------------------------------------------------- |
| Les données manquantes sont à compléter. |                           |                  |           |                                                           |
| avant 1988                               | mars 2001                 | Michel Hammid    |           | Analyste                                                  |
| mars 2001                                | 2008                      | Danièle Clavier  | DVG       |                                                           |
| mars 2008                                | juin 2012                 | Ghislaine Hammid |           | Démissionnaire                                            |
| juillet 2012                             | juin 2019                 | Pascal Baudoin,  |           | Chef d'entreprise (dépannage informatique) Démissionnaire |
| septembre 2019                           | En cours (au 2 juin 2020) | Stéphanie Dupont |           | Réélue pour le mandat 2020-2026                           |

## Équipements et services publics

### Enseignement
La commune accueille l'école des 8 villages, qui scolarise les enfants de Crèvecoeur-le-Petit, Domfront, Dompierre, Ferrières, Godenvillers, Royaucourt, Sains-Morainvillers  et  Welles-Pérennes dans le cadre d'un regroupement pédagogique concentré. Deux cent élèves environ y sont accueillis, de la petite section au CM2.

## Population et société

### Démographie

#### Évolution démographique
L'évolution du nombre d'habitants est connue à travers les recensements de la population effectués dans la commune depuis 1793. Pour les communes de moins de 10 000 habitants, une enquête de recensement portant sur toute la population est réalisée tous les cinq ans, les populations de référence des années intermédiaires étant quant à elles estimées par interpolation ou extrapolation. Pour la commune, le premier recensement exhaustif entrant dans le cadre du nouveau dispositif a été réalisé en 2007.

En 2022, la commune comptait 446 habitants, en évolution de −9,72 % par rapport à 2016 (Oise : +0,87 %, France hors Mayotte : +2,11 %).
| 1793 | 1800 | 1806 | 1821 | 1831 | 1836 | 1841 | 1846 | 1851 |
| ---- | ---- | ---- | ---- | ---- | ---- | ---- | ---- | ---- |
| 470  | 474  | 498  | 489  | 657  | 488  | 487  | 506  | 508  |

| 1856 | 1861 | 1866 | 1872 | 1876 | 1881 | 1886 | 1891 | 1896 |
| ---- | ---- | ---- | ---- | ---- | ---- | ---- | ---- | ---- |
| 458  | 440  | 435  | 428  | 405  | 405  | 394  | 382  | 378  |

| 1901 | 1906 | 1911 | 1921 | 1926 | 1931 | 1936 | 1946 | 1954 |
| ---- | ---- | ---- | ---- | ---- | ---- | ---- | ---- | ---- |
| 380  | 366  | 342  | 295  | 330  | 350  | 321  | 345  | 334  |

| 1962 | 1968 | 1975 | 1982 | 1990 | 1999 | 2006 | 2007 | 2012 |
| ---- | ---- | ---- | ---- | ---- | ---- | ---- | ---- | ---- |
| 355  | 316  | 283  | 344  | 430  | 433  | 470  | 475  | 512  |

| 2017 | 2022 | - | - | - | - | - | - | - |
| ---- | ---- | - | - | - | - | - | - | - |
| 480  | 446  | - | - | - | - | - | - | - |

#### Pyramide des âges
La population de la commune est relativement jeune.
En 2018, le taux de personnes d'un âge inférieur à 30 ans s'élève à 39,2 %, soit au-dessus de la moyenne départementale (37,3 %). À l'inverse, le taux de personnes d'âge supérieur à 60 ans est de 21,9 % la même année, alors qu'il est de 22,8 % au niveau départemental.
En 2018, la commune comptait 220 hommes pour 253 femmes, soit un taux de 53,49 % de femmes, largement supérieur au taux départemental (51,11 %).
Les pyramides des âges de la commune et du département s'établissent comme suit.
| Hommes | Classe d’âge | Femmes |
| ------ | ------------ | ------ |
| 0,0    | 90 ou +      | 0,0    |
| 3,7    | 75-89 ans    | 6,8    |
| 18,4   | 60-74 ans    | 14,8   |
| 23,5   | 45-59 ans    | 21,3   |
| 15,4   | 30-44 ans    | 17,7   |
| 16,1   | 15-29 ans    | 18,5   |
| 22,9   | 0-14 ans     | 20,9   |

| Hommes | Classe d’âge | Femmes |
| ------ | ------------ | ------ |
| 0,5    | 90 ou +      | 1,4    |
| 5,5    | 75-89 ans    | 7,6    |
| 15,6   | 60-74 ans    | 16,3   |
| 20,8   | 45-59 ans    | 20     |
| 19,4   | 30-44 ans    | 19,4   |
| 17,6   | 15-29 ans    | 16,2   |
| 20,6   | 0-14 ans     | 19,1   |

## Culture locale et patrimoine

### Lieux et monuments
- Église Notre-Dame (XVIe siècle) : le chœur, assez grand, possède des fenêtres ogivales. Les voûtes à nervures et les pendentifs datent de 1619.
- Plusieurs calvaires sur le territoire de la commune.

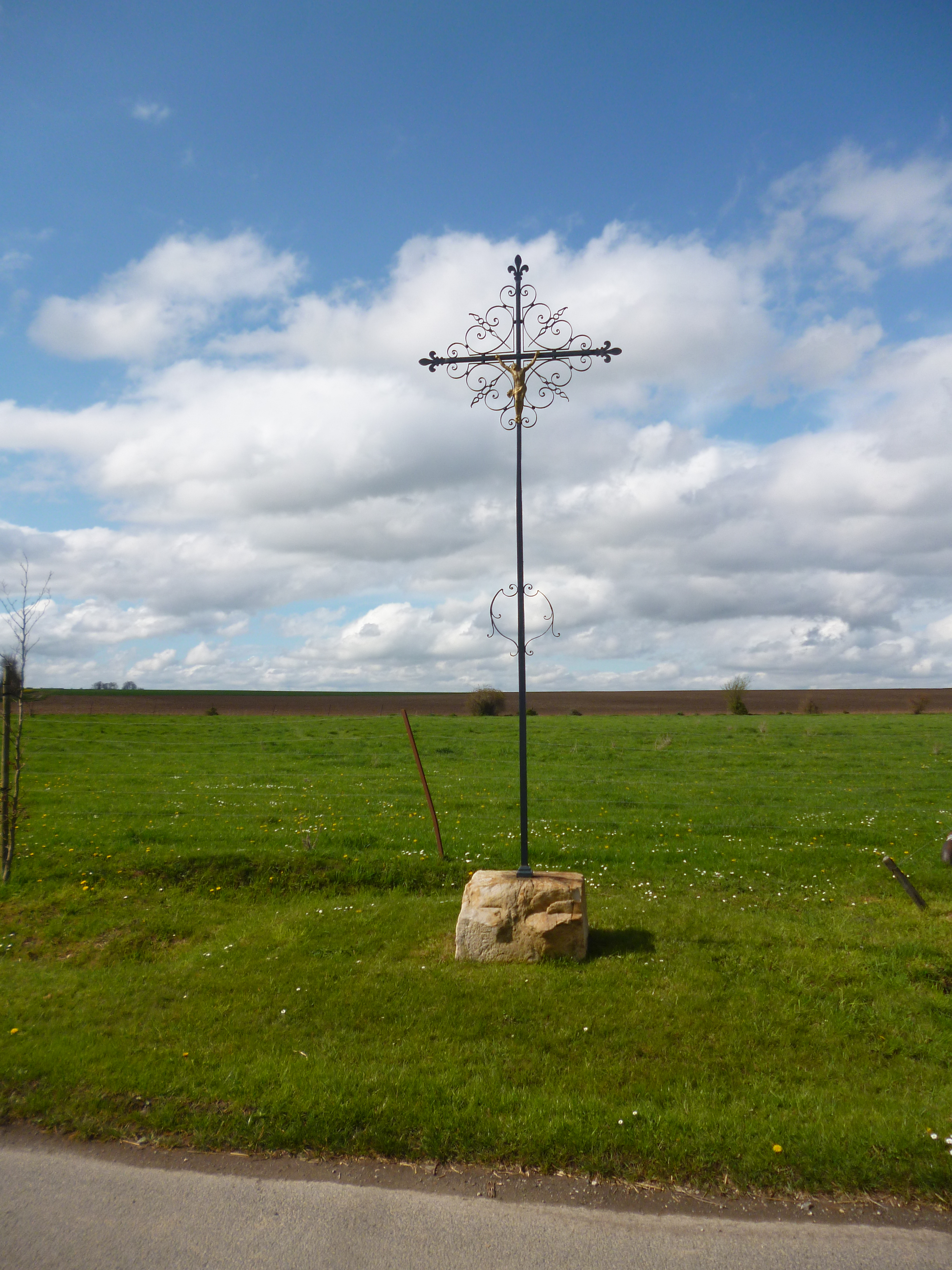
Calvaire situé en direction de Sains-Morainvillers.
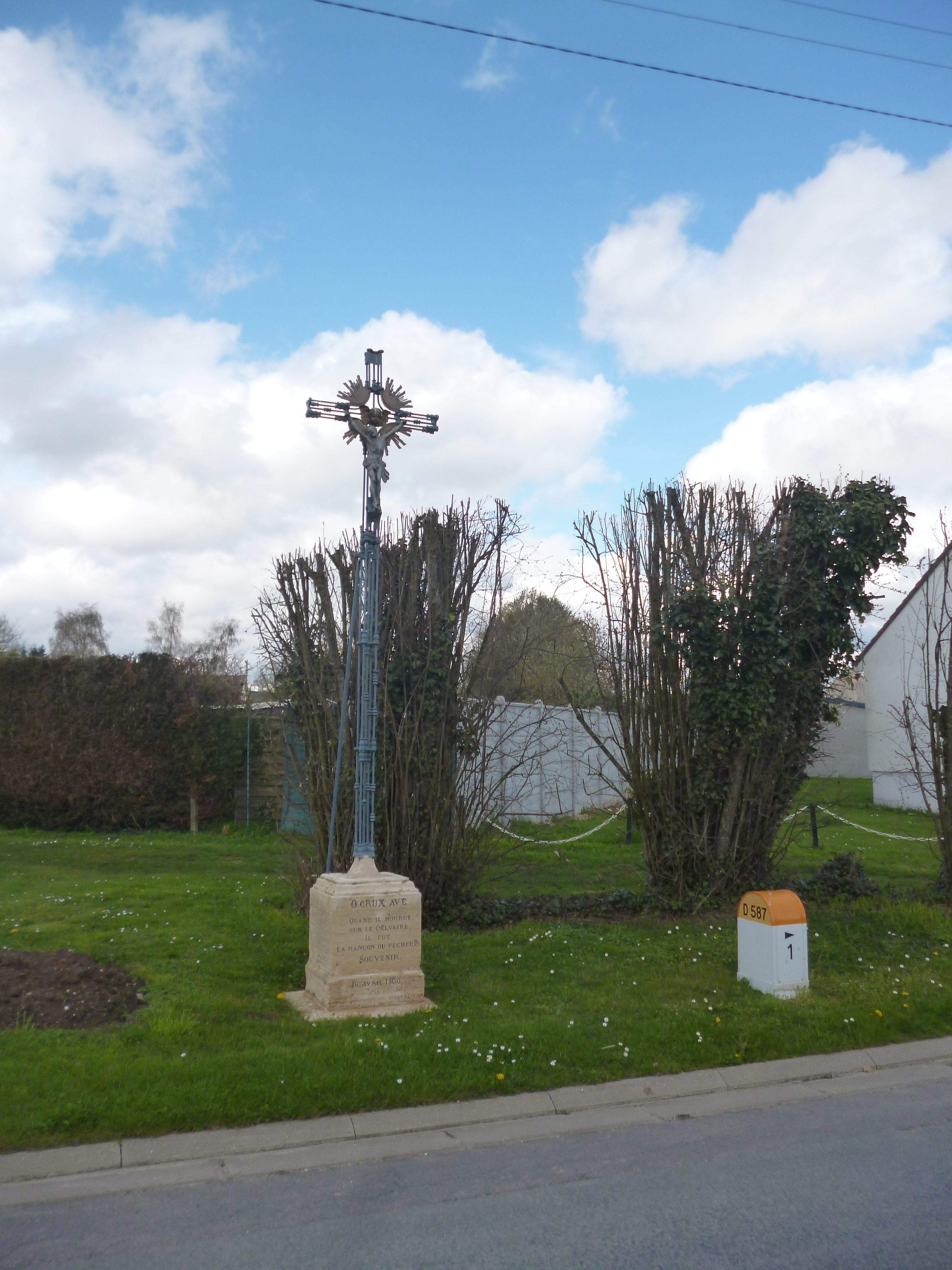
Calvaire au bord de la D 587 en direction de Dompierre.
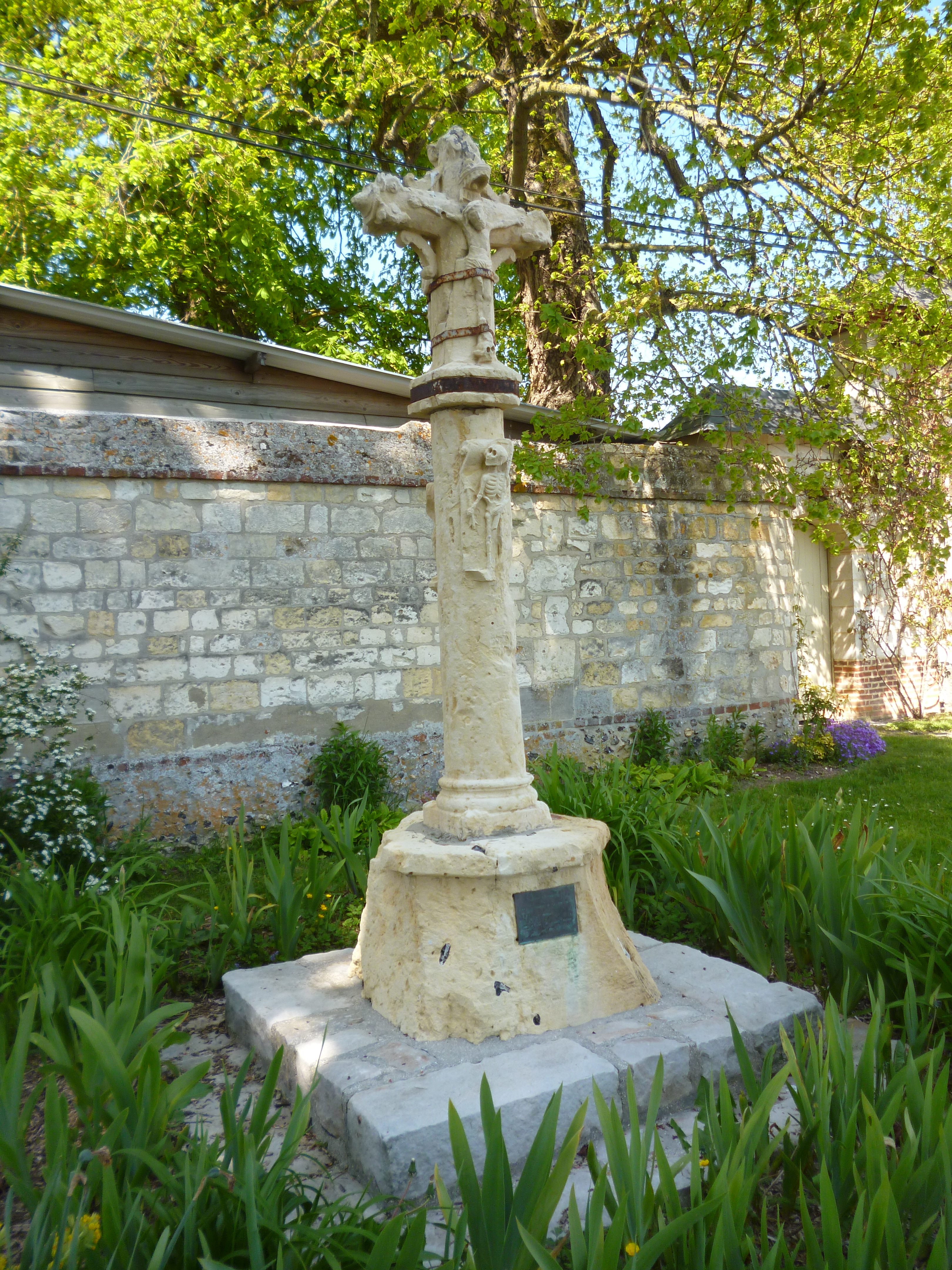
Calvaire situé à proximité de l'église.
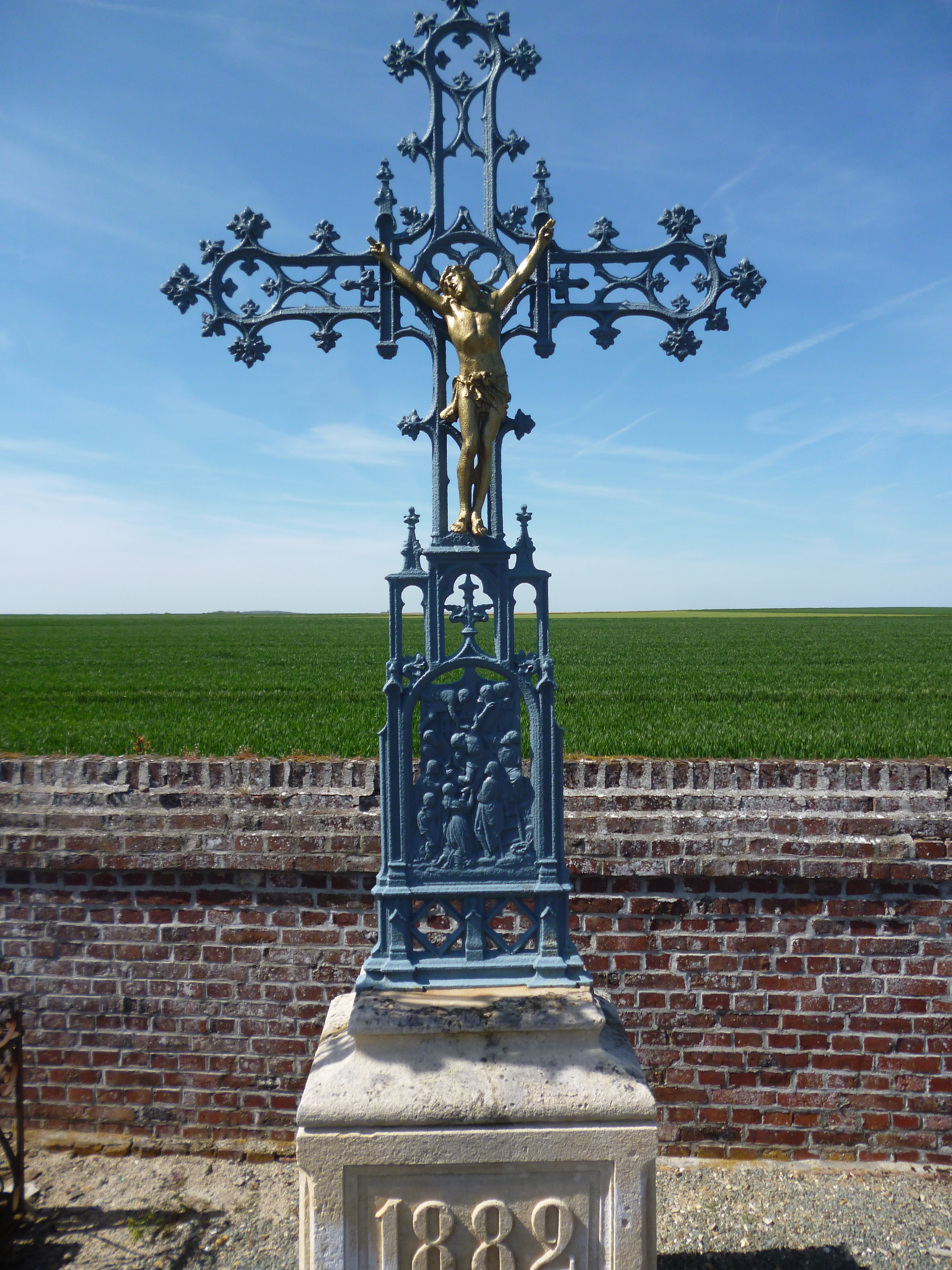
Calvaire situé dans le cimetière.
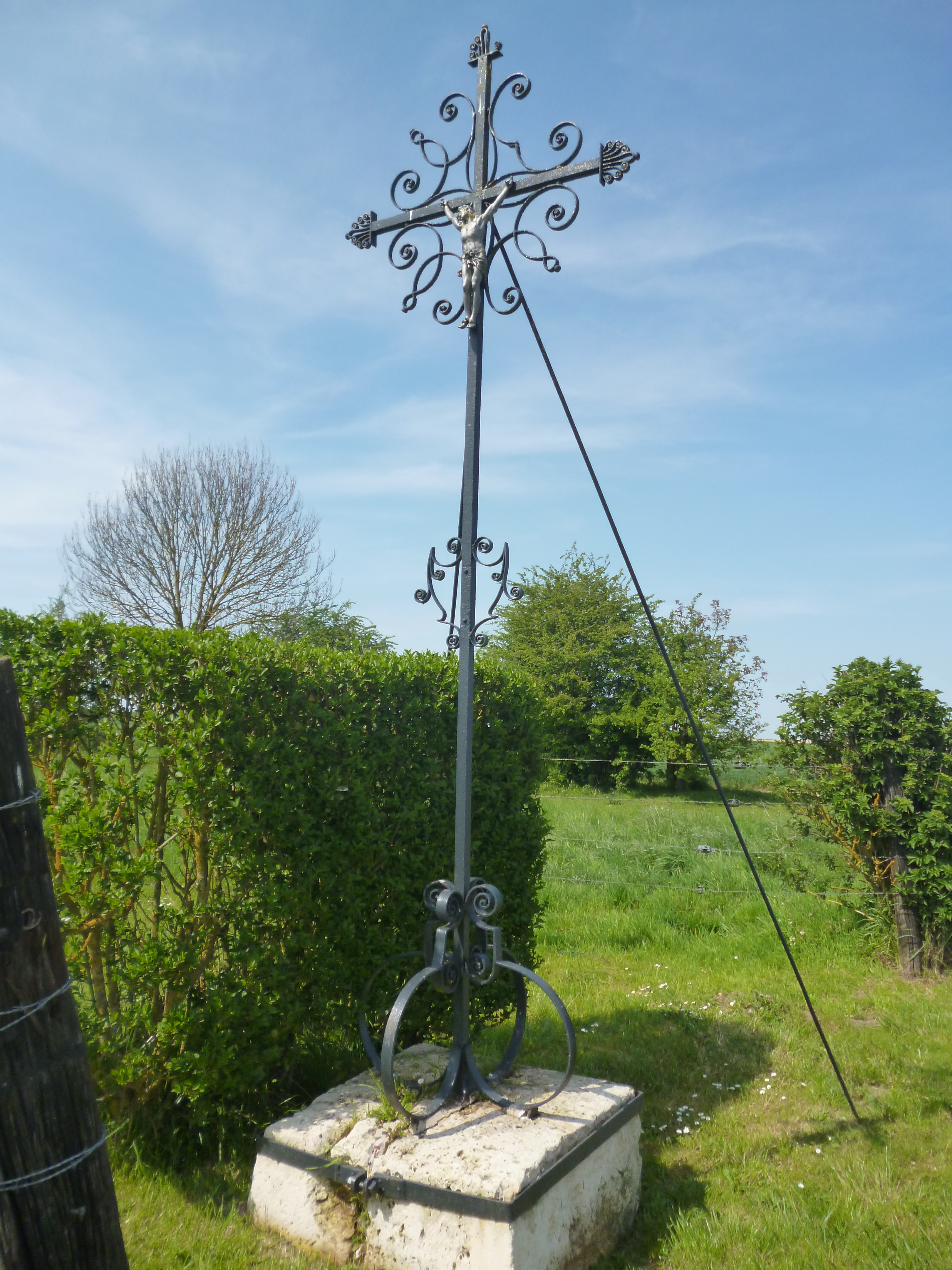
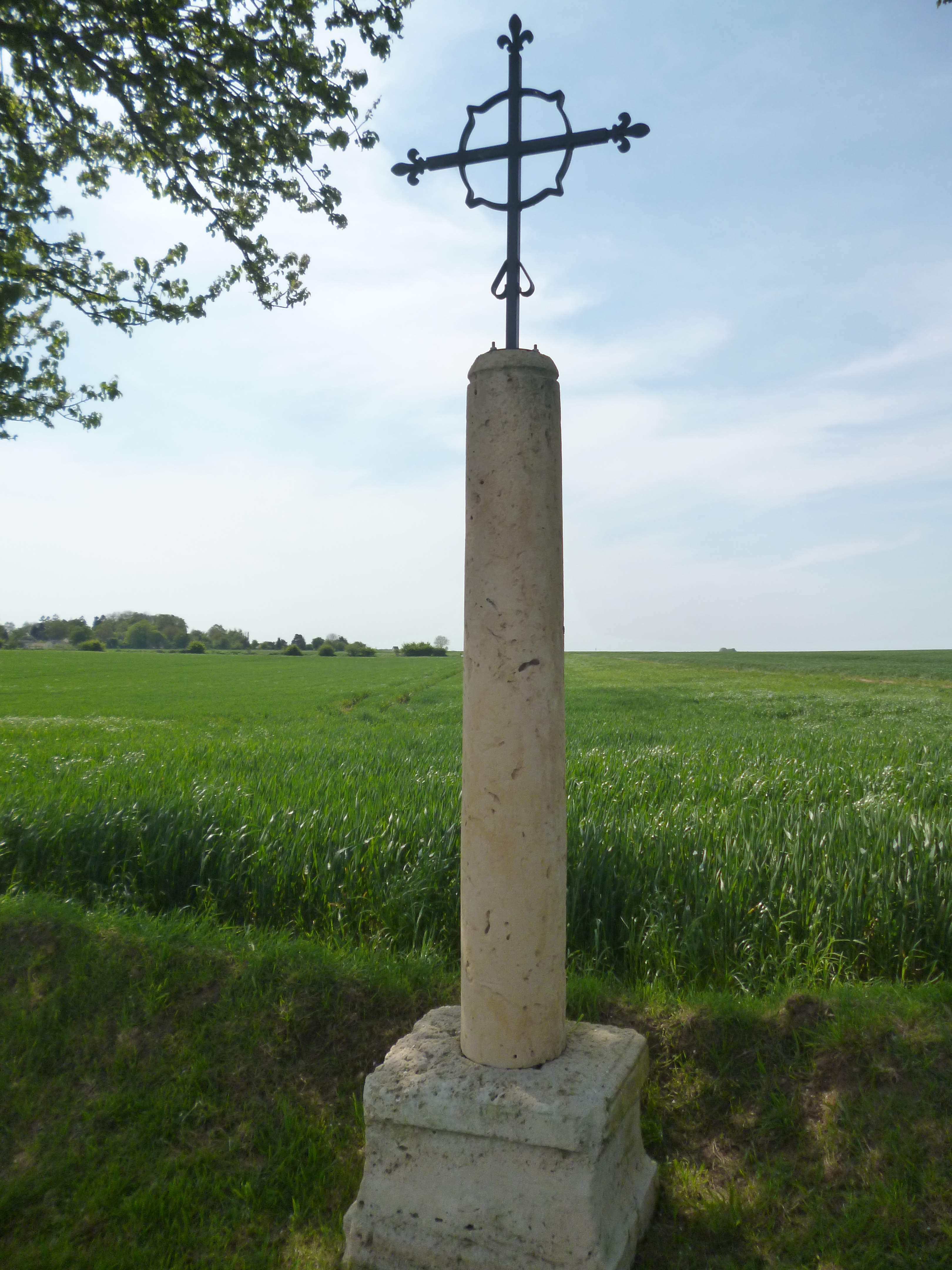
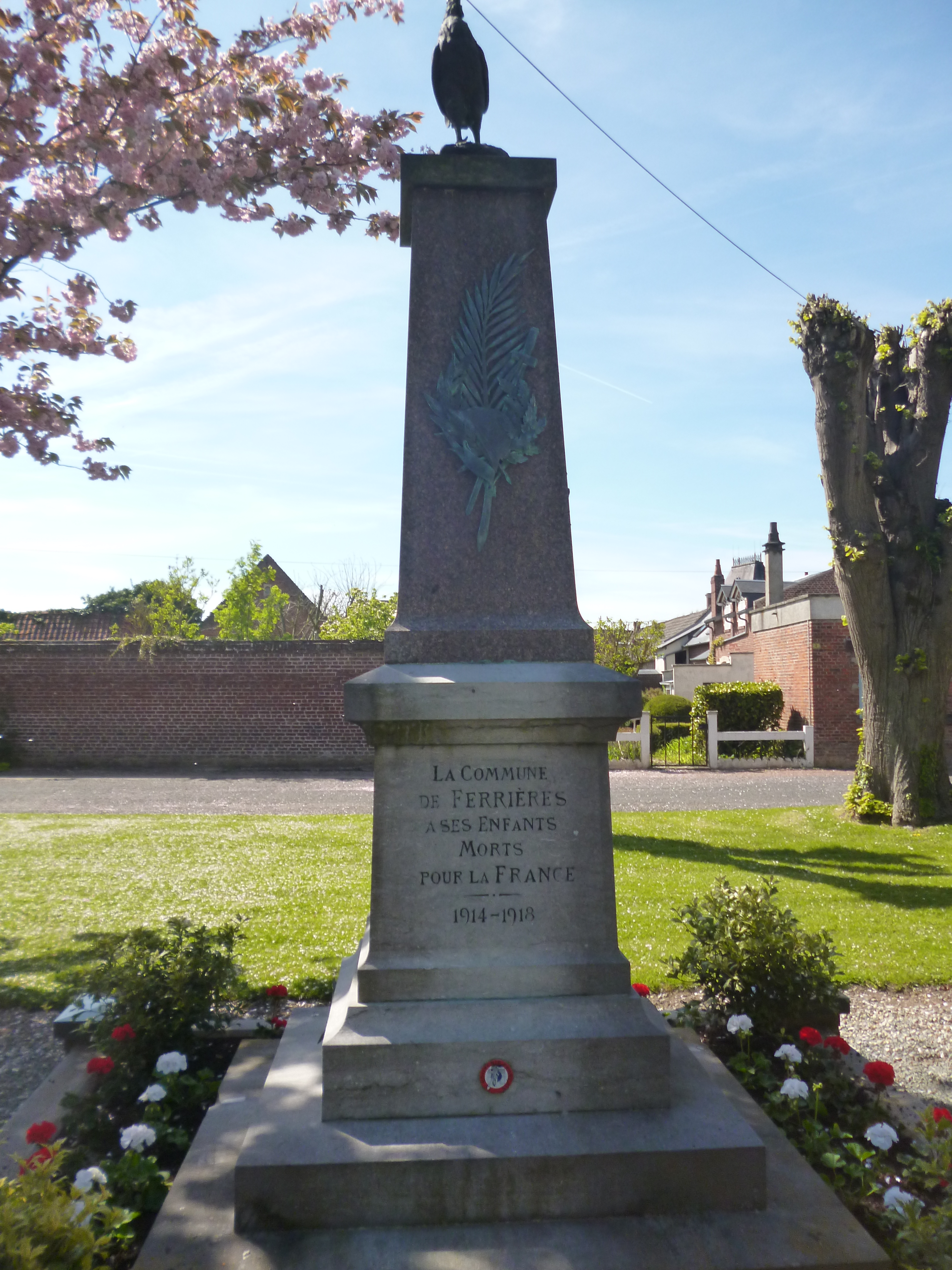
Monument aux morts.
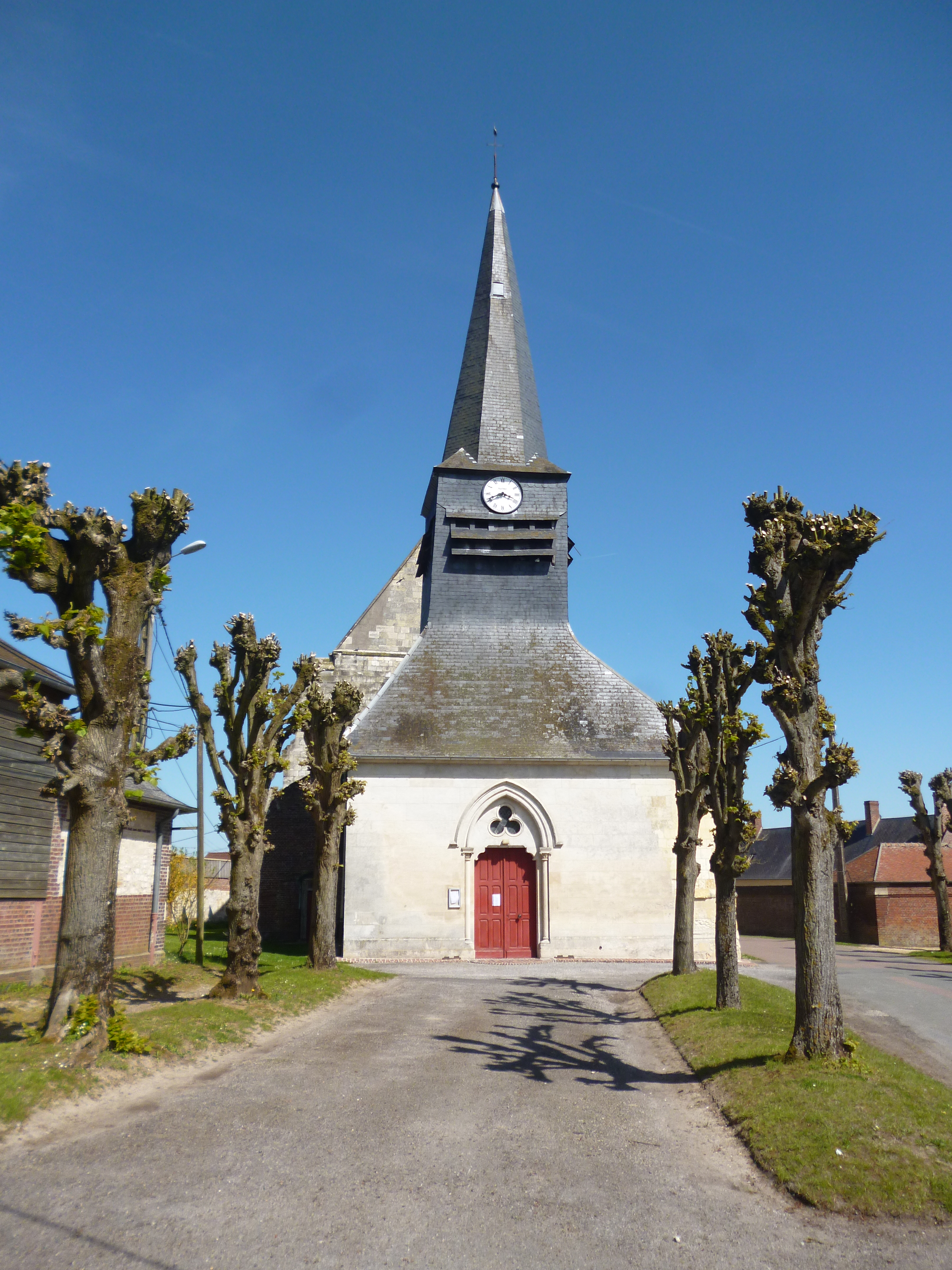
Église Notre-Dame.
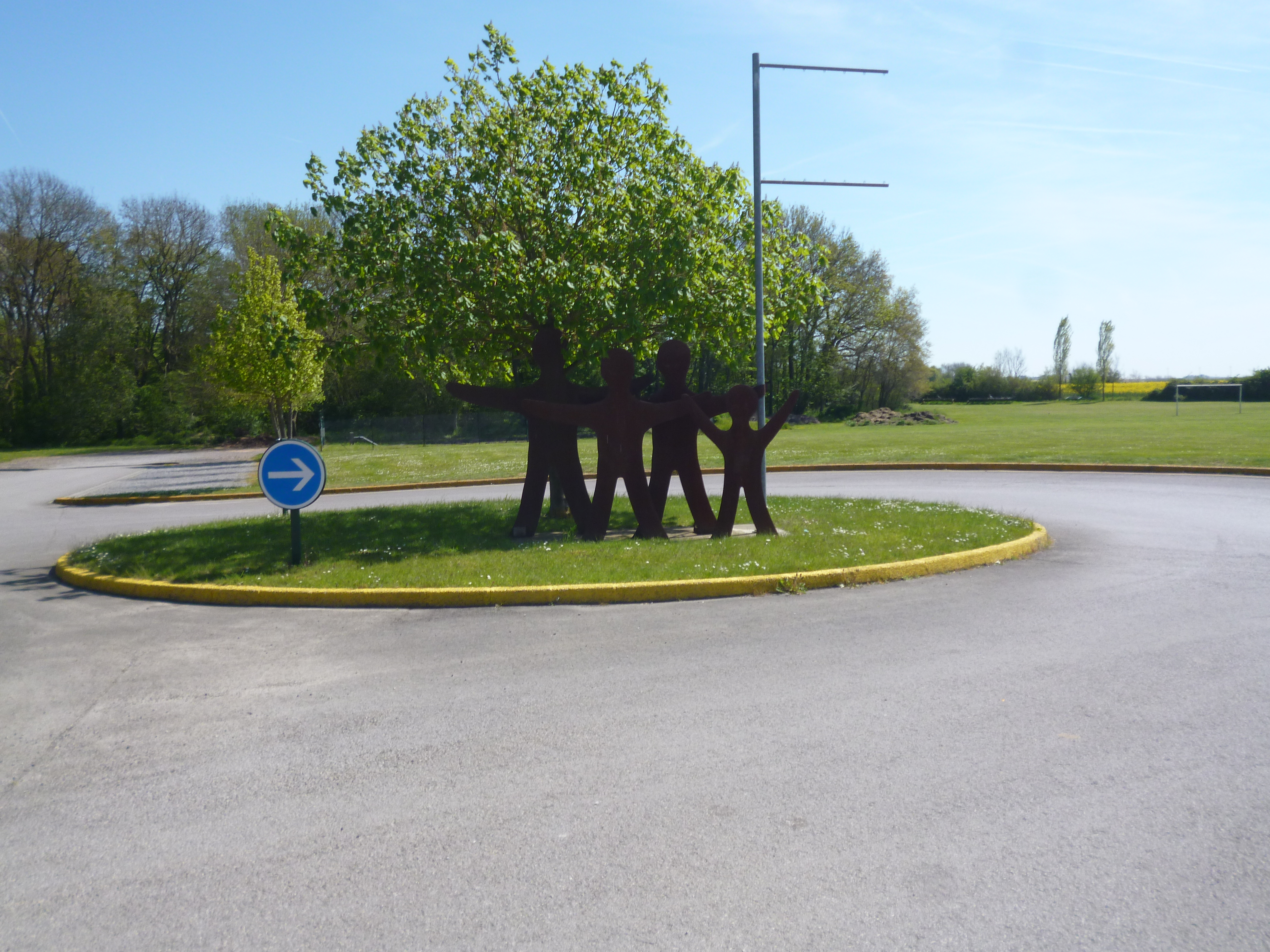
Sculpture à proximité de l'école.
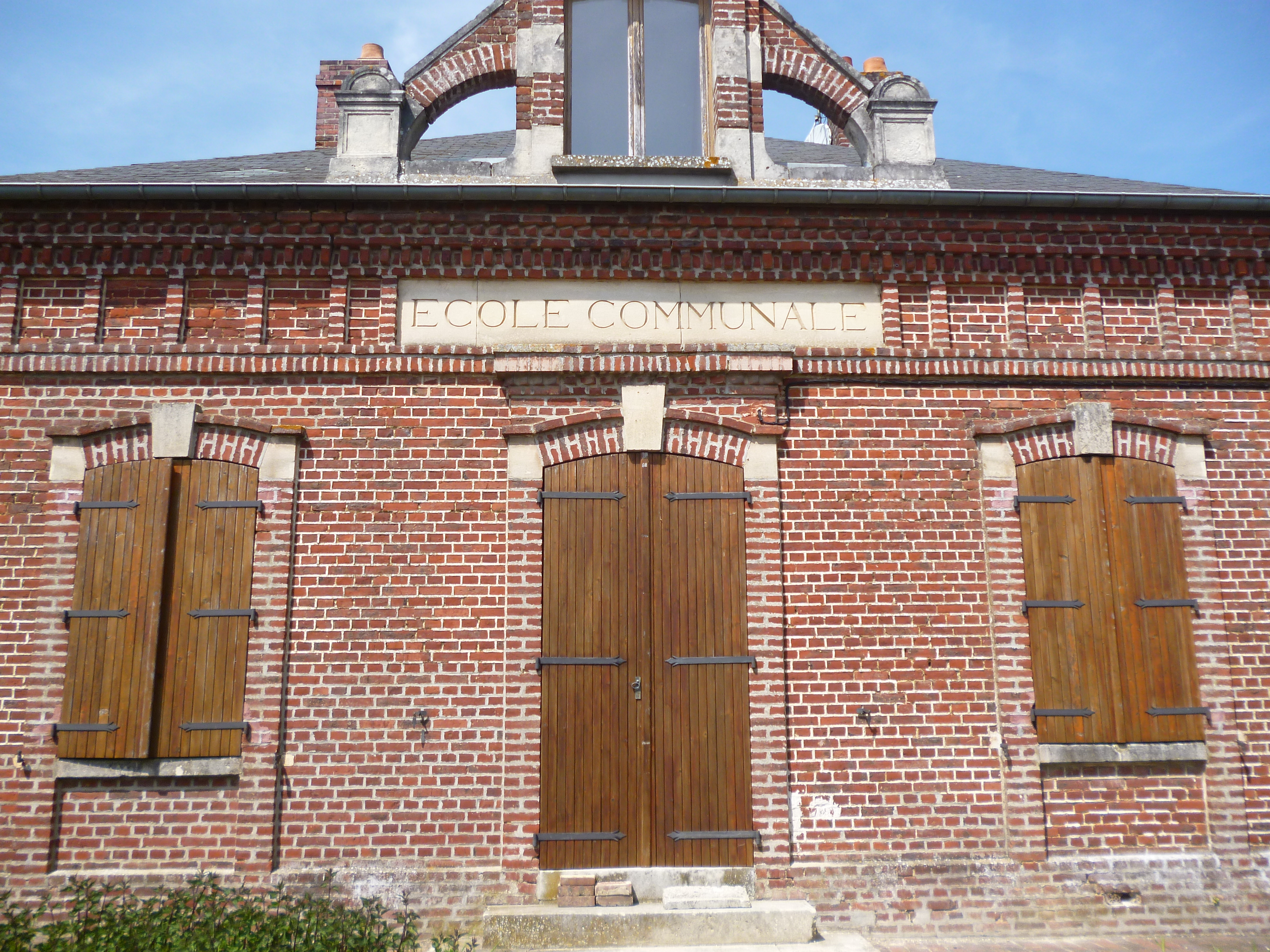
L'ancienne école.

### Personnalités liées à la commune
- Pierre Philippeaux (1754-1794) , avocat, député de la Convention, est né dans la commune

### Héraldique
| Blason de Ferrières | Blason  | Taillé : au 1er d'or à trois bandes d'azur, au 2e d'azur plain ; à la barre d'argent chargée de l'inscription « FERRIERES - OISE » en lettres gothiques de sable, brochant sur la partition. |
| Blason de Ferrières | Détails | Le statut officiel du blason reste à déterminer. |